# Bateckij
Bateckij (in russo  Батецкий?) è un villaggio della Russia europea nordoccidentale, situato nella oblast' di Novgorod; è il centro amministrativo del rajon Bateckij.
Si trova nel nord-ovest della regione, sul piccolo fiume Udrajka, un affluente del Luga, 65 km a nord-ovest di Velikij Novgorod e a 140 km da San Pietroburgo.